# セキュリティキャンプ
セキュリティキャンプは、経済産業省及びその外郭団体が主導して行われている、パーソナルコンピュータやインターネットに関するセキュリティ講習・演習を行う合宿。22歳以下の学生が対象。2005年までは20歳以下が対象だった。

## 概要
2014年現在は以下のイベントが開催されている。
全国大会
2004年より毎年8月に開催されているメインイベント。詳細は後述。
地方大会（ミニキャンプ）
2012年より不定期に開催されている。原則として1泊2日の地方開催で、従来全国大会への参加が難しかった地方在住者を対象としている。
セキュリティキャンプフォーラム
2013年より年1回開催。卒業生や講師の交流や、セキュリティ業界の最新動向の解説などを行う。
私立プログラミングキャンプ
元々2009年より行われていた「プログラミングコース」を、2012年より単独イベントとして分離したもの。厳密には協賛イベント。

## 目的
- セキュリティ技術を学ぶことでセキュリティの必要な場面に触れる機会を与える。
- 正しいセキュリティの知識を習得させる。
- セキュリティ活動における協調作業の重要性を認識させる。
- セキュリティ技術において国際的に通用する優秀な人材を早期に発掘・育成する。
- セキュリティ業界に必要な人材を早い段階から育成する。

（公式サイトより抜粋）

## 選考・倍率
全国大会は毎年春頃から募集を開始し、全国から30 - 40人程度が選出され、選考方法はメール・郵送を用いた書類審査で行われる。
選出された参加者は交通費・テキスト代・講習代・日程中の食費など全額主催者負担で参加できる。そのため、北海道から沖縄まで全国各地から数倍の人数が応募あり、2006年は定員30名に対し、131名の応募があった。
ただ一方で、応募の〆切が高校の期末テストの時期に当たり申込用紙の記述に必要な時間が取れない、事前の宣伝活動が十分に行われているとは言いがたい（特に初年度はスラッシュドット・ジャパン経由でキャンプの実施を知ったという参加者が大半を占めた）など、選考に関する問題もいくつか指摘されていた。それを受けてセキュリティキャンプ2006より参加年齢枠が22歳にまで引き上げられ、セキュリティキャンプ・キャラバンと題し、全国数カ所の大学にて広報活動が行われた。2007年からは各種ITメディアへの広告も行われた。

## 歴史
- 2004年 - 日本情報処理開発協会（JIPDEC）が主催する「セキュリティキャンプ」としてスタート。
- 2006年 - 日本ネットワークセキュリティ協会（JNSA）と文部科学省が後援に加わる。
- 2008年 - 主催者に情報処理推進機構（IPA）が加わる。
- 2009年 - 「セキュリティ&プログラミングキャンプ」に名称を変更。従来のセキュリティ講習以外に「プログラミングコース」としてLinuxカーネルレベルの開発等に関する講習を行うコースが新設された。またJNSAが主催者に加わり3者による共催となった。
- 2010年 - 主催者がIPAに移行。JIPDEC・JNSAは後援として一歩引く形となった。
- 2011年 - JIPDEC・JNSAが後援からも外れ、IPAの単独主催イベントとなる。
- 2012年 - 2月に産学連携で同イベントを主催する組織として「セキュリティ・キャンプ実施協議会」を結成。今後は同協議会が主催者となる[1]。また同年より名称が「セキュリティキャンプ」に戻された。
- 2018年 - 3月26日にセキュリティ・キャンプ実施協議会が一般社団法人に改組し、「一般社団法人セキュリティ・キャンプ協議会」となる。[2]